# Procopie de Scythopolis

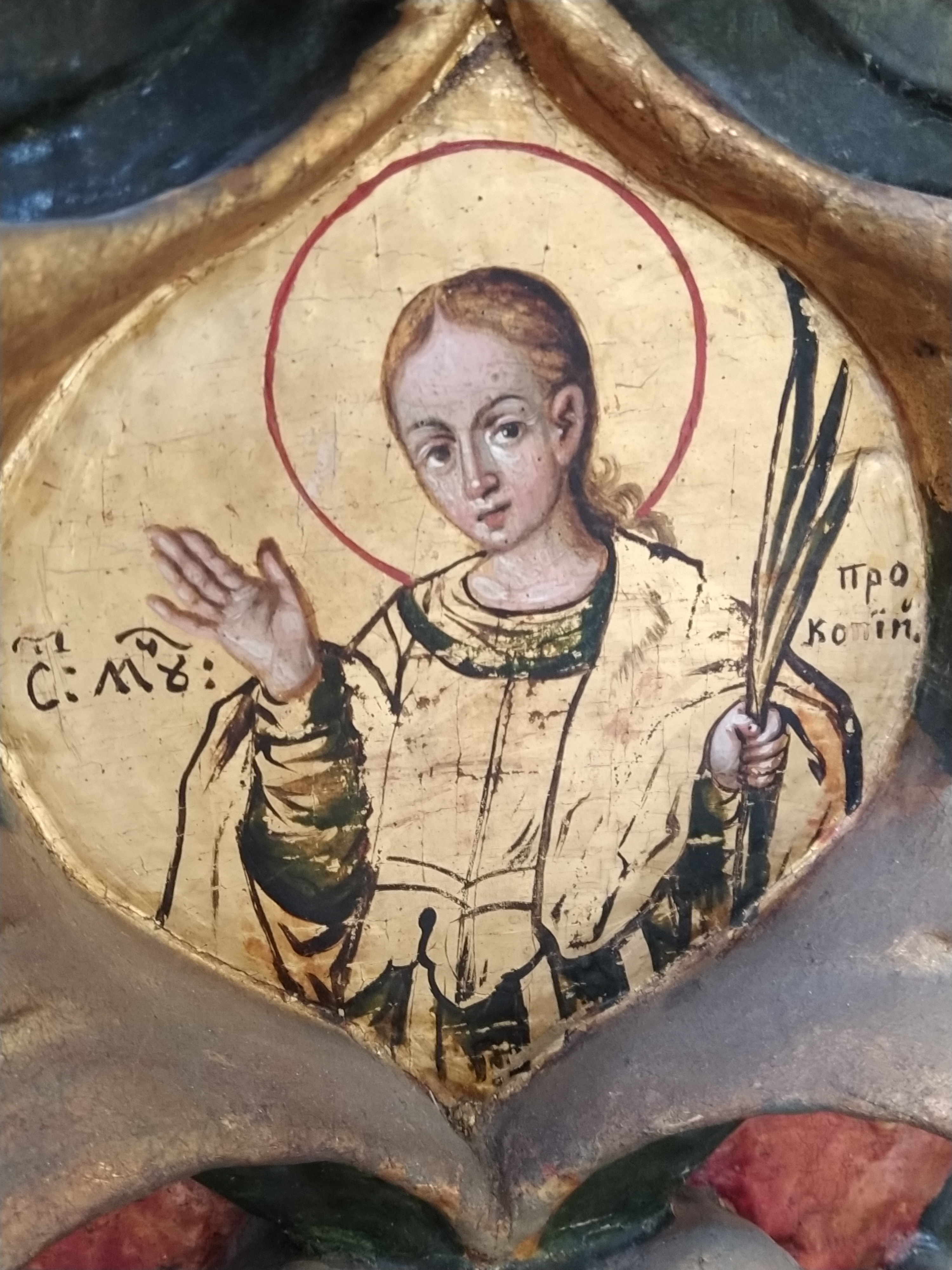
Sfântul Procopie, iconostasul Catedralei din Blaj, secolul al XVIII-lea

Procopie de Scythopolis (n. secolul al III-lea d.Hr., Ierusalim, Palestina romană⁠(d) – d. 7 iulie 303 d.Hr., Cezareea Maritima, Prefectura pretoriană a Orientului, Imperiul Roman) este venerat ca martir și sfânt. A fost un celebru ascet, teolog și filozof erudit. Eusebiu din Cezareea a scris despre martiriul său, care a avut loc în timpul persecuției împăratului roman Dioclețian, și a declarat că „s-a născut la Ierusalim, dar a plecat să trăiască în Scythopolis, unde a deținut trei funcții ecleziastice. El a fost cititor și interpret în limba siriacă, și i-a vindecat pe cei posedați de duhuri rele”. Eusebiu a scris că Procopius a fost trimis împreună cu tovarășii săi de la Scythopolis către Cezareea Maritima, unde a fost decapitat.

## Legende
Relatarea lui Eusebiu despre martiriul lui Procopius există și în traducerile medievale siriace, georgiene și latine. Legendele de mai târziu au susținut că el a fost fie sfânt soldat, ascet, persan, sau prinț din Alexandria, Egipt. O poveste a susținut că a ucis aproximativ 6.000 de invadatori barbari pur și simplu arătându-le crucea. O legendă, asemănătoare cu cea relatată despre Sfântul Pavel din Tars, susținea că el era un persecutor al creștinilor pe nume Neanias pe care împăratul roman Dioclețian l-a numit duce de Alexandria, Egipt: pe drumul de la Antiohia, Neanias a avut o viziune și s-a declarat creștin.

## Venerație
În Europa de Vest a fost enumerat pentru prima dată în calendarul sfinților întocmit de  Beda Venerabilul, al cărui Martirologiu l-a enumerat pe sfânt pe 8 iulie. Numele și data sa au fost adăugate la Martirologiul roman⁠(d).
În Scythopolis a existat o capelă dedicată lui. În Cezareea Maritima împăratul roman Zenon a ridicat o biserică cu hramul Sfântul Procopie în anul 484 d.Hr. Moaștele sale au fost mutate la biserica Sfântul Mihail din Antiohia, Siria. În Constantinopol 4 biserici au fost închinate în cinstea sa. El este sfântul patron al orașului Niš, Serbia.